# خوسيه كاناس
خوسيه كاناس (بالإسبانية: José Alberto Cañas Ruiz-Herrera) هو لاعب كرة قدم إسباني، ولد في 27 مايو 1987 في روتا في إسبانيا. لعب مع إسبانيول وريال بيتيس وسوانزي سيتي.

## وصلات خارجية
- خوسيه كاناس على موقع الاتحاد الأوربي (الإنجليزية)
- خوسيه كاناس على موقع قاعدة بيانات كرة القدم.إي يو (الإنجليزية)
- خوسيه كاناس على موقع Soccerbase.com (لاعب) (الإنجليزية)
- خوسيه كاناس على موقع Soccerway.com (الإنجليزية)
- خوسيه كاناس على موقع عالم كرة القدم.نت (الإنجليزية)
- خوسيه كاناس على موقع AS.com (الإسبانية)